# 投げ釣り
投げ釣り（なげづり）とは、釣りの一種で、主に海で行われる。一般に専用の釣り竿、リールなどの道具でエサのついた仕掛け（天秤、オモリ、釣り針、釣り糸などから成る）を遠くへ飛ばし、魚類などを採捕する方法のことである。神奈川県の沿岸部、湘南地域が発祥と言われる。

## 概要
この釣りの主な対象は、海底付近に生息する魚類で、一般に投げ釣りで狙う魚としてはキス、カレイ、アイナメ、クロダイなどが挙げられる。投げ釣りの主な場となるのは堤防（防波堤）や磯、砂浜などである。釣れる魚が多種多様であることもこの釣りの特徴の一つである。

## 歴史
リールが登場する前には、仕掛けをドーナツ型の錘につけ、ドーナツ型錘の穴に竹竿の先を通して遠くへ振り飛ばし、糸をのちにたぐり寄せる形での投げ釣りが存在した。九十九里浜などで行われ、50メートルほどの投擲が可能だった。戦後、太鼓型リール、横転リール（太鼓型リールだが、仕掛けを投げる時は90度回転させ、回転軸を釣り竿に対して垂直にする）の登場を経て、さらに遠投に適したスピニングリールの登場と、リールの進化が遠投の可能性を広げる結果となった。加えて釣り竿の進化（竹→グラスファイバー→カーボンファイバー）、釣り糸の進化（蚕から作った本テグス→ナイロン糸→PE糸）も見逃せない要素となっている。
道具の質や釣り人の体力、技術にもよるが、現在では仕掛けを200m近く投げることも可能となっており、オモリだけを投げるキャスティング（遠投）能力を競う競技会も開催されている。